# Wereldkampioenschap superbike van Assen 2001
Het wereldkampioenschap superbike van Assen 2001 was de twaalfde ronde van het wereldkampioenschap superbike en de tiende ronde van het wereldkampioenschap Supersport 2001. De races werden verreden op 9 september 2001 op het TT-Circuit Assen nabij Assen, Nederland.
Troy Bayliss werd gekroond tot kampioen in de superbike-klasse met een overwinning in de tweede race van het weekend, wat genoeg was om zijn laatste concurrenten Colin Edwards en Ben Bostrom voor te kunnen blijven. 

## Superbike

### Race 1
| Pos | Nr  | Rijder               | Constructeur | Rondes | Tijd                | Grid | Punten |
| --- | --- | -------------------- | ------------ | ------ | ------------------- | ---- | ------ |
| 1   | 21  | Troy Bayliss         | Ducati       | 13     | 27:08.793           | 1    | 25     |
| 2   | 11  | Rubén Xaus           | Ducati       | 13     | +0.166              | 2    | 20     |
| 3   | 1   | Colin Edwards        | Honda        | 13     | +1.082              | 8    | 16     |
| 4   | 4   | Pierfrancesco Chili  | Suzuki       | 13     | +5.067              | 4    | 13     |
| 5   | 100 | Neil Hodgson         | Ducati       | 13     | +12.751             | 15   | 11     |
| 6   | 3   | Troy Corser          | Aprilia      | 13     | +13.338             | 7    | 10     |
| 7   | 8   | Tadayuki Okada       | Honda        | 13     | +15.258             | 9    | 9      |
| 8   | 5   | Akira Yanagawa       | Kawasaki     | 13     | +15.606             | 3    | 8      |
| 9   | 55  | Régis Laconi         | Aprilia      | 13     | +15.811             | 10   | 7      |
| 10  | 52  | James Toseland       | Ducati       | 13     | +20.582             | 5    | 6      |
| 11  | 155 | Ben Bostrom          | Ducati       | 13     | +21.011             | 11   | 5      |
| 12  | 6   | Gregorio Lavilla     | Kawasaki     | 13     | +25.607             | 6    | 4      |
| 13  | 24  | Stéphane Chambon     | Suzuki       | 13     | +33.383             | 13   | 3      |
| 14  | 7   | Juan Borja           | Yamaha       | 13     | +46.135             | 12   | 2      |
| 15  | 22  | Lucio Pedercini      | Ducati       | 13     | +53.682             | 16   | 1      |
| 16  | 35  | Giovanni Bussei      | Ducati       | 13     | +54.024             | 14   |        |
| 17  | 14  | Peter Goddard        | Benelli      | 13     | +55.026             | 20   |        |
| 18  | 51  | Martin Craggill      | Ducati       | 13     | +55.792             | 23   |        |
| 19  | 46  | Mauro Sanchini       | Ducati       | 13     | +59.036             | 19   |        |
| 20  | 99  | Steve Martin         | Ducati       | 13     | +1:00.847           | 24   |        |
| 21  | 20  | Marco Borciani       | Ducati       | 13     | +1:01.329           | 17   |        |
| 22  | 36  | Broc Parkes          | Ducati       | 13     | +1:06.194           | 21   |        |
| 23  | 69  | Ferdinando Di Maso   | Kawasaki     | 13     | +1:47.718           | 26   |        |
| 24  | 19  | Hitoyasu Izutsu      | Kawasaki     | 12     | +1 ronde            | 18   |        |
| NC  | 33  | Robert Ulm           | Kawasaki     | 9      | +4 ronden           | 25   |        |
| DNF | 27  | Bertrand Stey        | Honda        | 12     | Uitgevallen         | 22   |        |
| DNQ | 23  | Jiří Mrkývka         | Ducati       | 0      | Niet gekwalificeerd |      |        |
| DNQ | 25  | Javier Rodríguez     | Honda        | 0      | Niet gekwalificeerd |      |        |
| DNQ | 77  | Robert van der Molen | Suzuki       | 0      | Niet gekwalificeerd |      |        |
| DNQ | 78  | Lex van Dijk         | Ducati       | 0      | Niet gekwalificeerd |      |        |
| DNQ | 79  | Henri Minnen         | Suzuki       | 0      | Niet gekwalificeerd |      |        |
| DNQ | 80  | Richard Fluttert     | Suzuki       | 0      | Niet gekwalificeerd |      |        |

### Race 2
| Pos | Nr  | Rijder               | Constructeur | Rondes | Tijd                | Grid | Punten |
| --- | --- | -------------------- | ------------ | ------ | ------------------- | ---- | ------ |
| 1   | 21  | Troy Bayliss         | Ducati       | 16     | 33:31.896           | 1    | 25     |
| 2   | 11  | Rubén Xaus           | Ducati       | 16     | +0.221              | 2    | 20     |
| 3   | 3   | Troy Corser          | Aprilia      | 16     | +4.575              | 7    | 16     |
| 4   | 4   | Pierfrancesco Chili  | Suzuki       | 16     | +4.776              | 4    | 13     |
| 5   | 100 | Neil Hodgson         | Ducati       | 16     | +6.711              | 15   | 11     |
| 6   | 5   | Akira Yanagawa       | Kawasaki     | 16     | +6.821              | 3    | 10     |
| 7   | 55  | Régis Laconi         | Aprilia      | 16     | +12.510             | 10   | 9      |
| 8   | 52  | James Toseland       | Ducati       | 16     | +13.849             | 5    | 8      |
| 9   | 6   | Gregorio Lavilla     | Kawasaki     | 16     | +14.026             | 6    | 7      |
| 10  | 1   | Colin Edwards        | Honda        | 16     | +21.065             | 8    | 6      |
| 11  | 155 | Ben Bostrom          | Ducati       | 16     | +21.627             | 11   | 5      |
| 12  | 24  | Stéphane Chambon     | Suzuki       | 16     | +21.639             | 13   | 4      |
| 13  | 8   | Tadayuki Okada       | Honda        | 16     | +22.337             | 9    | 3      |
| 14  | 35  | Giovanni Bussei      | Ducati       | 16     | +45.388             | 14   | 2      |
| 15  | 22  | Lucio Pedercini      | Ducati       | 16     | +54.778             | 16   | 1      |
| 16  | 19  | Hitoyasu Izutsu      | Kawasaki     | 16     | +58.207             | 18   |        |
| 17  | 46  | Mauro Sanchini       | Ducati       | 16     | +59.182             | 19   |        |
| 18  | 20  | Marco Borciani       | Ducati       | 16     | +59.601             | 17   |        |
| 19  | 14  | Peter Goddard        | Benelli      | 16     | +1:00.311           | 20   |        |
| 20  | 99  | Steve Martin         | Ducati       | 16     | +1:02.799           | 24   |        |
| 21  | 33  | Robert Ulm           | Kawasaki     | 16     | +1:27.578           | 25   |        |
| 22  | 27  | Bertrand Stey        | Honda        | 16     | +1:31.475           | 22   |        |
| DNF | 69  | Ferdinando Di Maso   | Kawasaki     | 8      | Uitgevallen         | 26   |        |
| DNF | 36  | Broc Parkes          | Ducati       | 6      | Uitgevallen         | 21   |        |
| DNF | 51  | Martin Craggill      | Ducati       | 2      | Uitgevallen         | 23   |        |
| DNF | 7   | Juan Borja           | Yamaha       | 1      | Uitgevallen         | 12   |        |
| DNQ | 23  | Jiří Mrkývka         | Ducati       | 0      | Niet gekwalificeerd |      |        |
| DNQ | 25  | Javier Rodríguez     | Honda        | 0      | Niet gekwalificeerd |      |        |
| DNQ | 77  | Robert van der Molen | Suzuki       | 0      | Niet gekwalificeerd |      |        |
| DNQ | 78  | Lex van Dijk         | Ducati       | 0      | Niet gekwalificeerd |      |        |
| DNQ | 79  | Henri Minnen         | Suzuki       | 0      | Niet gekwalificeerd |      |        |
| DNQ | 80  | Richard Fluttert     | Suzuki       | 0      | Niet gekwalificeerd |      |        |

## Supersport
| Pos | Nr | Rijder               | Constructeur | Rondes | Tijd        | Grid | Punten |
| --- | -- | -------------------- | ------------ | ------ | ----------- | ---- | ------ |
| 1   | 2  | Paolo Casoli         | Yamaha       | 16     | 34:58.965   | 3    | 25     |
| 2   | 8  | Andrew Pitt          | Kawasaki     | 16     | +2.457      | 6    | 20     |
| 3   | 69 | James Whitham        | Yamaha       | 16     | +3.648      | 13   | 16     |
| 4   | 1  | Jörg Teuchert        | Yamaha       | 16     | +5.847      | 16   | 13     |
| 5   | 9  | Fabrizio Pirovano    | Suzuki       | 16     | +7.209      | 10   | 11     |
| 6   | 11 | Kevin Curtain        | Honda        | 16     | +9.269      | 8    | 10     |
| 7   | 31 | Vittorio Iannuzzo    | Suzuki       | 16     | +15.988     | 4    | 9      |
| 8   | 6  | Iain MacPherson      | Kawasaki     | 16     | +17.462     | 9    | 8      |
| 9   | 14 | Christophe Cogan     | Yamaha       | 16     | +17.679     | 7    | 7      |
| 10  | 99 | Fabien Foret         | Honda        | 16     | +20.175     | 20   | 6      |
| 11  | 4  | Christian Kellner    | Yamaha       | 16     | +21.117     | 15   | 5      |
| 12  | 12 | Piergiorgio Bontempi | Yamaha       | 16     | +25.360     | 11   | 4      |
| 13  | 15 | Werner Daemen        | Yamaha       | 16     | +30.267     | 19   | 3      |
| 14  | 24 | Adam Fergusson       | Honda        | 16     | +31.982     | 21   | 2      |
| 15  | 18 | Cristiano Migliorati | Honda        | 16     | +39.601     | 26   | 1      |
| 16  | 21 | Chris Vermeulen      | Honda        | 16     | +44.512     | 22   |        |
| 17  | 23 | Dean Thomas          | Ducati       | 16     | +47.077     | 17   |        |
| 18  | 16 | Christer Lindholm    | Yamaha       | 16     | +1:05.011   | 18   |        |
| 19  | 65 | Jan Hanson           | Yamaha       | 16     | +1:10.630   | 12   |        |
| 20  | 22 | Vittoriano Guareschi | Ducati       | 16     | +1:18.933   | 14   |        |
| 21  | 40 | Shannon Johnson      | Honda        | 16     | +1:22.721   | 23   |        |
| 22  | 17 | Ivan Clementi        | Yamaha       | 16     | +1:23.228   | 33   |        |
| 23  | 55 | Nello Russo          | Yamaha       | 16     | +1:27.232   | 30   |        |
| 24  | 75 | Wim Theunissen       | Honda        | 16     | +1:27.987   | 27   |        |
| 25  | 44 | Antonio Carlacci     | Ducati       | 16     | +1:38.482   | 31   |        |
| DNF | 74 | Harry van Beek       | Yamaha       | 15     | Uitgevallen | 29   |        |
| DNF | 37 | Katsuaki Fujiwara    | Suzuki       | 14     | Uitgevallen | 1    |        |
| DNF | 7  | Pere Riba            | Honda        | 13     | Uitgevallen | 2    |        |
| DNF | 68 | Steve Plater         | Honda        | 7      | Uitgevallen | 25   |        |
| DNF | 59 | Kyro Verstraeten     | Honda        | 6      | Uitgevallen | 24   |        |
| DNF | 5  | Karl Muggeridge      | Suzuki       | 2      | Ongeluk     | 5    |        |
| DNF | 19 | Agustín Escobar      | Yamaha       | 0      | Uitgevallen | 32   |        |
| DNF | 35 | Stefano Cruciani     | Yamaha       | 0      | Uitgevallen | 28   |        |

## Tussenstanden na wedstrijd

### Superbike
| Pos | Nr  | Rijder        | Team    | Punten |
| --- | --- | ------------- | ------- | ------ |
| 1   | 21  | Troy Bayliss  | Ducati  | 369    |
| 2   | 1   | Colin Edwards | Honda   | 317    |
| 3   | 155 | Ben Bostrom   | Ducati  | 286    |
| 4   | 3   | Troy Corser   | Aprilia | 264    |
| 5   | 100 | Neil Hodgson  | Ducati  | 254    |

### Supersport
| Pos | Nr | Rijder        | Team     | Punten |
| --- | -- | ------------- | -------- | ------ |
| 1   | 2  | Paolo Casoli  | Yamaha   | 147    |
| 2   | 8  | Andrew Pitt   | Kawasaki | 136    |
| 3   | 1  | Jörg Teuchert | Yamaha   | 126    |
| 4   | 11 | Kevin Curtain | Honda    | 100    |
| 5   | 69 | James Whitham | Yamaha   | 90     |

1992 · 1993 · 1994 · 1995 · 1996 · 1997 · 1998 · 1999 · 2000 · 2001 · 2002 · 2003 · 2004 · 2005 · 2006 · 2007 · 2008 · 2009 · 2010 · 2011 · 2012 · 2013 · 2014 · 2015 · 2016 · 2017 · 2018 · 2019 · 2021 · 2022 · 2023 · 2024 · 2025